# Заворскло
Заво́рскло — село в Україні, у Терешківській сільській громаді Полтавського району Полтавської області. Населення становить 665 осіб. До 2017 орган місцевого самоврядування — Заворсклянська сільська рада.
Заворсклянській сільській раді були підпорядковані сусідні населені пункти Ватажкове, Головач, Лукищина, Минівка та Портнівка.

## Географія
Село Заворскло знаходиться на правому березі річки Тагамлик, яка через 7 км впадає в річку Ворскла, вище за течією на відстані 2,5 км розташоване село Козельщина, нижче за течією на відстані 2,5 км і на протилежному березі — село Писарівка. Річка в цьому місці звивиста, утворює лимани, стариці та заболочені озера. До села примикає лісовий масив (сосна). Поруч проходить залізниця, станція Головач за 1,5 км.

## Історія
- Село засноване у XVIII столітті.[джерело?]
- 12 червня 2020 року, відповідно до розпорядження Кабінету Міністрів України № 721-р «Про визначення адміністративних центрів та затвердження територій територіальних громад Полтавської області», село увійшло до складу Терешківської сільської громади[1].
- 19 липня 2020 року, в результаті адміністративно — територіальної реформи та ліквідації Полтавського району(1925—2020), село увійшло до складу новоутвореного Полтавського району[2].

## Населення

### Мова
Розподіл населення за рідною мовою за даними перепису 2001 року:
| Мова       | Кількість | Відсоток |
| ---------- | --------- | -------- |
| українська | 618       | 92.93%   |
| російська  | 45        | 6.77%    |
| вірменська | 1         | 0.15%    |
| румунська  | 1         | 0.15%    |
| Усього     | 665       | 100%     |

## Пам'ятки
- Братська могила радянських воїнів, пам'ятний знак полеглим воїнам-землякам.

|                   |
| Меморіальна дошка |